# Penelope Lively
Penelope Lively (født 17. Marts 1933, i Kairo) er en engelsk forfatter.

## Udvalgt bibliografi
- The Road to Litchfield (1977)
- According to Mark (1984)
- Moon Tiger (1987, vandt Bookerprisen)
- The Entrance (1990)
- Consequences (2007)
- Family Album (2009)
- Clara's Day  (1991)
- ASTERCOTE, 1970
- THE WHISPERING KNIGHTS, 1971
- THE WILD HUNT OF HAGWORTHY, 1971
- THE DRIFTWAY, 1972
- THE GHOST OF THOMAS KEMPE, 1973
- THE HOUSE IN NORHAM GARDENS, 1974
- GOING BACK, 1975
- A STITCH IN TIME, 1976
- THE VOYAGE OF QV66, 1978
- THE REVENGE OF SAMUEL STOKES, 1981
- THE STAINED GLASS WINDOW, 1976
- BOY WITHOUT A NAME, 1975
- FANNY'S SISTER, 1976
- FANNY AND THE MONSTERS, 1978
- FANNY AND THE BATTLE OF POTTER'S PIECE, 1980
- FANNY AND THE MONSTERS (three Fanny stories), 1983
- UNINVITED GHOSTS and other stories, 1984
- DRAGON TROUBLE, 1984
- DEBBIE AND THE LITTLE DEVIL, 1987
- A HOUSE INSIDE OUT, 1987
- PRINCESS BY MISTAKE, 1993
- JUDY AND THE MARTIAN, 1993
- THE CAT, THE CROW AND THE BANYAN TREE, 1 994
- GOOD NIGHT, SLEEP TIGHT, 1995
- TWO BEARS AND JOE, 1995
- STAYING WITH GRANDPA, 1995
- A MARTIAN COMES TO STAY, 1995
- LOST DOG, 1996
- ONE, TWO, THREE . . . JUMP, 1998